# سديم الدباء
سديم الدُّبَّاء (بالإنجليزية: Calabash Nebula)‏، المعروف أيضًا باسم سديم البيضة الفاسدة (بالإنجليزية: Rotten Egg Nebula)‏ أو باسمه التقني OH 231.84 +4.22، هو سديم كوكبي بُدائي (PPN) يبلغ طوله 1.4 سنة ضوئية (13 پيتامتر، أي 13×1015 متر) ويقع على بعد قرابة 5000 سنة ضوئية (47 إكسامتر، أي 47×1018 متر) من الأرض في كوكبة الكوثل. اُقترح اسم سديم الدباء لأول مرة في عام 1989 في ورقة بحثية قديمة حول ديناميكيات السديم المتوقعة، بناءً على مظهر السديم. يكاد يكون من المؤكد أن سديم الدباء هو عضو في العنقود المفتوح ميسييه 46، حيث أن لها نفس المسافة والسرعة الشعاعية والحركة الذاتية. النجم المركزي هو QX الكوثل (QX Puppis)، وهو نجم ثنائي يتكون من متغير الأعجوبة بارد جدًا ونجم من نجوم النسق الرئيسي من النوع A.

## معلومات الكتب كاملة
- Icke, Vincent [بالهولندية]; Preston, Heather L. (1989), "The Dynamics of the Calabash Nebula", Astronomy and Astrophysics (بالإنجليزية), NASA Astrophysics Data System (ADS), vol. 211, pp. 409–412, Bibcode:1989A&A...211..409I, Archived from the original on 2018-08-16

## روابط خارجية
- PIA04228: Rotten Egg Nebula, NASA Planetary Photojournal
- The Rotten Egg Planetary Nebula, APOD 1999 November 1
- The Making of the Rotten Egg Nebula, APOD 2001 September 3
- Calabash Nebula at Constellation Guide
- Calabash Nebula imaged and interpreted by Bo Reipurth at the European Southern Observatory in 1987